# 天翼

天翼的logo

天翼（英語：esurfing）是中国电信集团公司在接手原中国联通CDMA网络后的全业务运营背景下推出的以CDMA2000 1xEV-DO Rev.A（3G）LTE／LTE-A（4G）為標準的个人移动通信品牌。天翼弥补了中国电信原本在个人业务方面的不足，与我的e家、商务领航共同成为中国电信融合通信业务分别面向个人、家庭、企业三大用户群体的客户品牌。天翼的号段除延续原联通的133、153外，另将增加了189、180、181、177等号段。

## 品牌代言人
- 邓超
- 李开复（09年7月更换为张朝阳）
- 丁磊
- 庄毅礼(Eric Johnson)